# Waleria Tarnowska

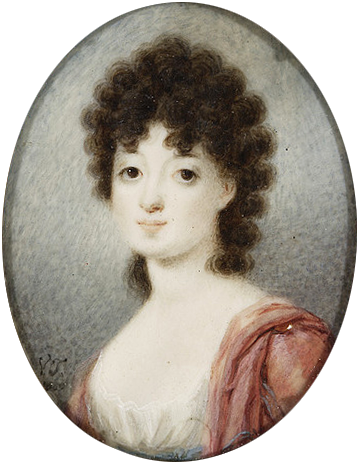
Waleria Tarnowska „Portret Zofii Zamoyskiej z Czartoryskich”, miniatura z r. 1803 w zbiorach Muzeum Narodowego w Warszawie

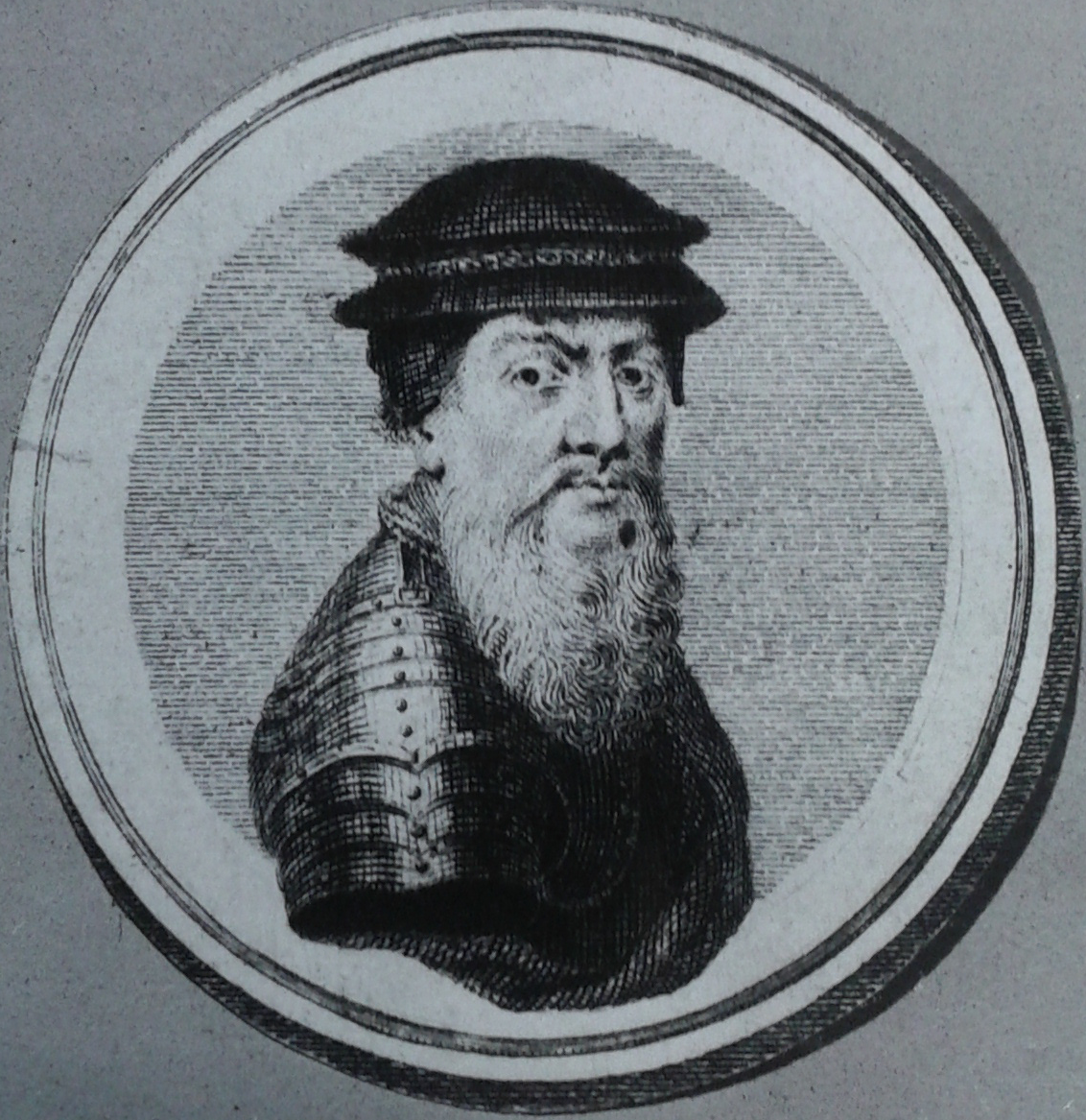
Jan Ligber „Portret Jana Tarnowskiego” miedzioryt sprzed r. 1814, na podstawie miniatury Walerii Tarnowskiej

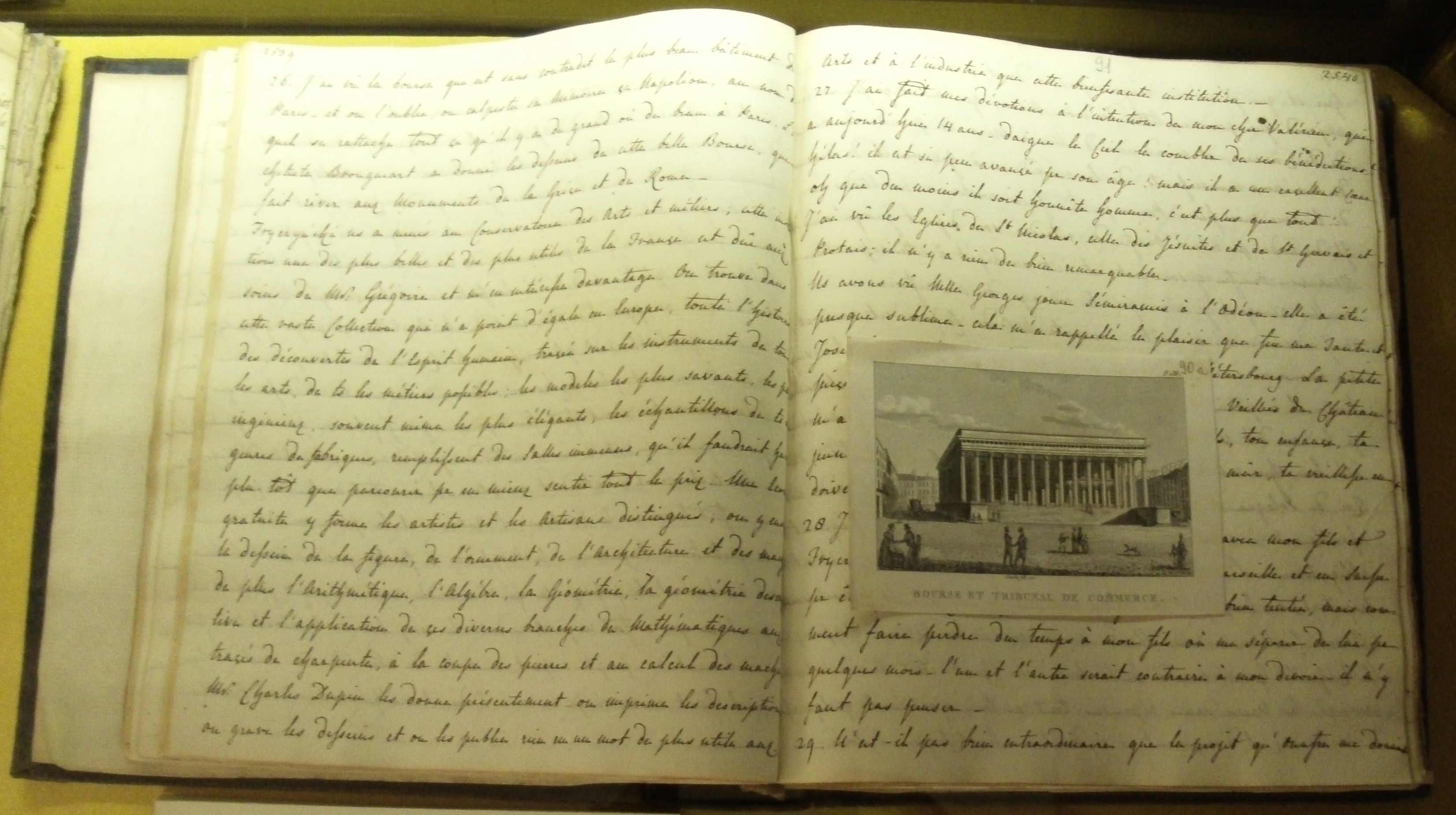
Waleria ze Stroinowskich Tarnowska Mon Journal, 1804–1838, – rękopis na Zamku w Dzikowie

Waleria Tarnowska, z domu Stroynowska (ur. 9 grudnia 1782 w Horochowie, zm. 23 listopada 1849 w Dzikowie) – polska malarka i kolekcjonerka.

## Życiorys
Waleria Tarnowska była córką Waleriana Stroynowskiego i Aleksandry Tarnowskiej, 7 września 1800 poślubiła krewnego po kądzieli Jana Feliksa Tarnowskiego, była babką Jana Dzierżysława, Stanisława zw. czarnym, Władysława oraz Stanisława zw. białym. Odebrała wykształcenie domowe, ale prócz guwernantki do jej nauczycieli należeli m.in. archeolog i historyk Wawrzyniec Surowiecki i Jędrzej Śniadecki. Od roku 1810 prowadziła w Warszawie salon literacko-artystyczny.

### Kolekcjonerka
Wraz z mężem zapoczątkowała kolekcję obrazów, szkiców, rzeźb, książek i antyków w Dzikowie, która obejmowała dzieła takich mistrzów jak: Lorenzo Lotto, Guercino, Guido Reni, Rembrandt, Annibale Carracci, Salvator Rosa, Hans Holbein młodszy, van Dyck, Anton Raphael Mengs, Bernini, Antonio Canova. Wiele z nich w czasie podroży do Włoch w latach 1803–1804, wówczas Waleria zawarła znajomość z Angeliką Kauffmann i Canovą od którego otrzymała rzeźbę Perseusza. Waleria także odziedziczyła kilka obrazów po stryju bp. Hieronimie Stroynowskim rektorze Uniwersytetu Wileńskiego m.in. Lisowczyka Rembrandta.

### Malarka
Malarstwa uczyła się najpierw 3 lata w rodzinnym Horochowie u Constantino Villaniego, miniaturzysty de Hoflize następnie u Wincentego Lesseura, najpierw w Dzikowie, gdzie przebywał często w latach 1800–1803, a od r. 1810 również w Warszawie. następnie u miniaturzystki T.C. Maron, z domu Mengs i jej męża (córki saskiego nadwornego miniaturzysty I. Mengsa a siostry Antona Raphaela), a lekcje rysunku u ich ucznia Antonia Cherubiniego w Rzymie, potem pobierała nauki u przebywającego w jej gościnie Domenico del Frate, który do r. 1806 malował też portrety członków jej rodziny i obraz Najświętszej Marii Panny do kaplicy w Dzikowie. Następnym nauczycielem Walerii był Filippo Giacomo Remondini, który był też malarzem nadwornym księżnej kurlandzkiej w Żaganiu; a potem przez pewien czas w Paryżu w latach 1824–1826, Maria Zientara uważa, że kształcenie plastyczne Walerii było „za przykładem dworu królewskiego”.

#### Obrazy i rysunki
Waleria była miniaturzystką, malowała portrety i obrazy o tematyce religijnej. Swoje prace często sygnowała: „V. T.” Miniatury malowała na kości słoniowej, zwykle akwarelą, czasem gwaszem i akwarelą lub tylko gwaszem. Obrazy Walerii to często kopie w miniaturze obrazów innych malarzy, albo podobizny członków rodziny.
- Madonna w białym welonie  (być może kopia zaginionego obrazu Giovanni Battista Salvi zw. Sassoferrato)[18]
- Madonna w błękitnej chuście[19]
- Aleksandra z Tarnowskich Stroynowska  (matka Walerii)[20]
- Jan Bohdan Tarnowski  (syn Walerii w wieku dziecięcym)[21]
- Ks. Julian Antonowicz (wychowawca męża i przyjaciel obojga małżonków)[22]
- Marianna z Tarnowskich hr. Scipio del Campo[23]
- Rozalia Tarnowska  (1803–1804, córka Walerii)[24]
- Portret Anny z Rakowskich hr. Bystry (ok. 1805)[25]
- Portret Joanny Grudzińskiej (małżonki ks. Konstantego)[26]
- Portret Jana Feliksa Tarnowskiego (kilka miniatur z podobizną męża)[27]
- Portret Waleryana Stroynowskiego (ojca Walerii)[28]
- Portret kobiety z książką (kopia obrazu ze szkoły niderlandzkiej w zbiorach dzikowskich)[29]
- Król Stefan Batory[30]
- Konstanty Iwanowicz ks. Ostrogski  (teść Zofii córki hetmana Jana Tarnowskiego)[31],
- Napoleon I  (jako konsul, miniatura z r. 1804, na podstawie portretu J.B. Isabeya wypożyczonego Walerii przez Letycję Buonaparte, której spodobała się miniatura, więc dała do medalionu z nią pukiel syna)[32]
- Józefina de Beauhernais (małżonka Napoleona)[33]
- Magdalena pokutująca (z czaszką i pergaminem)[34][35]
- Maria Magdalena (z księgą i naczyniem na balsam)[36]
- Zofia z Czartoryskich Zamoyska[37]
- Izabela z Flemingów ks. Czartoryska[38],
- Portret Jana Tarnowskiego (miedzioryt Jan Ligber na podstawie miniatury)[39]
- Antonina Anna Krasińska (babka Zygmunta Krasińskiego; autorstwo przypisywane Walerii, innym kandydatem na autora jest T.A. Dean)[40]
- Portret Kryglerowej po hiszpańsku[41]
- Józefa Czarnecka[42]
- Czystość Józefa (z Carlo Cagnacci)[43]
- Rysunek Proroka[44]
- Stanisław Żółkiewski (rysunek w ramie cisowej)[45]
- Święty Bernard[46]
- Chrystus (Salvator Mundi) (kopia obrazu Guido Reni)[47]
- Psyche i kupido[48]
- Projekt monumentu zwieńczonego hełmem (1824)[49]

Obrazy Walerii Tarnowskiej do II wojny światowej znajdowały się w zbiorach poza Niemcami, spore zbiory posiadała rodzina Walerii Tarnowskiej w rezydencjach Tarnowskich: Dzikowie, Chorzelowie i Rudniku, oraz Śniatynce i Chorzelowie; a także w Wiśniowej należącej do Mycielskich. Po drugiej wojnie światowej część zbiorów znalazła się w Muzeum w Rapperswilu, część trafiła do różnych muzeów i bibliotek w Polsce: Muzeów Narodowych w Krakowie i Warszawie, Muzeum Wnętrz Pałacowych w Pszczynie, i Biblioteki Jagiellońskiej w Krakowie (rysunki).

#### Pamiętniki
- Mes voyages (relacja z podróży w latach 1803–1804 spisana dla córki Rozalii)[52]
- Mes journal (dziennik z lat 1804–1838)[53]

## Życie prywatne
Waleria miała kilkoro dzieci: Kazimierza (1801–1803), Rozalię (1803–1804), Jana Bogdana (1805–1850), Marię Felicję (1807–1870) z męża Małachowską, Waleriana Spycimira (1811–1861), Rozalię Wiktorię (1814–1815), Annę (1816–1893) i Tadeusza Antoniego (1819–1890). Ją i męża bardzo dotknęła śmierć pierwszych dzieci, ulgę niosło im wychowywanie sierot, z biegiem lat kilkunastu, o których wykształcenie i przyszłą pomyślność zadbali. Zmarła 23 listopada 1849 po 17 dniach od udaru. Pochowana w krypcie Tarnowskich w kościele oo. Dominikanów w Tarnobrzegu (Dzikowie).